# Rosario Tijeras
 (срп. Росарио Маказе) колумбијска је телевизијска серија снимана током 2009. и 2010.

## Синопсис
Ово је прича о легендарној Росарио Маказе, убици из друштвено маргиналног краја, која се заљубила у Антонија и Емилија, два богата и лепа младића.
Росарио је тинејџерка која проживљава ратове кланова у свом крају. Антонио је студент, идеалиста, који је изненађен када га провокативна Росарио пољуби пред целим колеџом. Пољубац и сусрет оставиће траг у њему и он од тог момента машта о Росарио, тражи је по читавом крају, у друштву свог великог пријатеља, заводника Емилија.
Животи Росарио и Антонија укрштају се у више наврата и младић се безнадежно заљубљује у лепу дивљакушу која га је пољубила и која је избачена са колеџа јер се супротставила професорки, ошишавши је маказама. Росарио је радила за мафијаша званог "Ел Папа", који јој умире на рукама кад она спроведе правду због смрти своје најбоље пријатељице. Ипак, то није први пут да је Росарио показала зубе. Неколико дана раније, осветила се човеку који је покушао да је силује, стварајући мит о Росарио Маказама.
Росарио се поново појављује у Антонијовом и Емилијовом животу неколико година касније, када је већ постала пожељни убица Росарио Маказе. Тада јој Емилио пада под ноге видевши је како игра окружена мафијашима у ноћном клубу. Њих двоје проводе страствену ноћ, док је Антонио неми сведок свега тога. Ипак, управо ће Антонио бити тај који ће је довести у болницу након што је погоде четири метка.
У операцији предвођеној Џонефеом, њеним братом, Росарио излази из болници, док је Антонио ухапшен и оптужен за покушај убиства. Заљубљени младић изненађен је изненадним Росаријиним нестанком и верује да је мртва, али касније се неочекивано среће са њом. Наиме, Росарио организује његово бекство из затвора. Антонио се потпуно предаје Росарио, али та љубав је немогућа. Јер Росарио не може да воли, већ само да убија.

## Улоге
| Глумац:               | Улога:            |
| --------------------- | ----------------- |
| Марија Фернанда Јепез | Росарио Маказе    |
| Себастијан Мартинес   | Емилио Ечегарај   |
| Андрес Сандовал       | Антонио де Бедаут |
| Адријана Аранго       | Доња Руби         |
| Хуан Давид Рестрепо   | Џонефе            |
| Хулијан Мора          | Фернеј            |
| Наталија Херес        | Паула Рестрепо    |
| Маурисио Велес        | Папа              |
| Луис Едуардо Мотоа    | Адонаи            |
| Луис Фернандо Ођос    | Луис Енрике       |
| Лаура Перико          | Летисија Де Бедут |
| Ектор Гарсија         | Кристанчо         |
| Маргарита Ортега      | Марта Лусија      |
| Алехандро Агилар      | Качи              |
| Ана Марија Кампер     | Ана Ечегарај      |
| Кристобал Ерасури     | Камило Ечегарај   |
| Лилијана Ванегас      | Даира             |
| Валентина Гомес       | Ђолима            |
| Бијасини Сегура       | Дарвин            |
| Клаудио Катањо        | Сударски          |
| Естефанија Борхе      | Саманта           |
| Викторија Гонгора     | Сусана            |
| Ана Беатрис Осорио    | Соланш            |
| Андрес Ечаварија      | Гринго            |
| Орландо Мигел         | Мр. Робинсон      |
| Харолд Фонсека        | Тео               |
| Алехандро Битраго     | Пелудо            |